# Joseph Arame
Joseph Arame (* 29. August 1948 in Le Moule) ist ein ehemaliger französischer Sprinter.
1971 erreichte er bei den Europameisterschaften in Helsinki erreichte er über 200 Meter das Halbfinale.
Bei den Europameisterschaften 1974 in Rom siegte er zusammen mit Lucien Sainte-Rose, Bruno Cherrier und Dominique Chauvelot in der 4-mal-100-Meter-Staffel und wurde Vierter über 200 Meter.
1976 wurde er bei den Olympischen Spielen in Montreal Siebter in der 4-mal-100-Meter-Staffel und gelangte über
200 Meter ins Halbfinale.
Bei den Europameisterschaften 1978 in Prag schied er über 100 und 200 Meter im Halbfinale aus, ebenso bei den Olympischen Spielen 1980 in Moskau über 200 Meter.
Über 200 Meter wurde er fünfmal Französischer Meister (1974–1977, 1980) und einmal Französischer Hallenmeister (1982).

## Persönliche Bestzeiten
- 100 m: 10,48 s, 6. Mai 1978, Fort-de-France
- 200 m: 20,68 s, 27. Juni 1976, Villeneuve-d’Ascq